# 178P/Hug-Bell
178P/Hug-Bell è una cometa periodica appartenente alla famiglia delle comete gioviane; la cometa è stata scoperta il 10 dicembre 1999 dagli astrofili statunitensi Gary Hug e Graham E. Bell, la sua riscoperta il 16 luglio 2006 ha permesso di numerarla.